# William Crawford Williamson

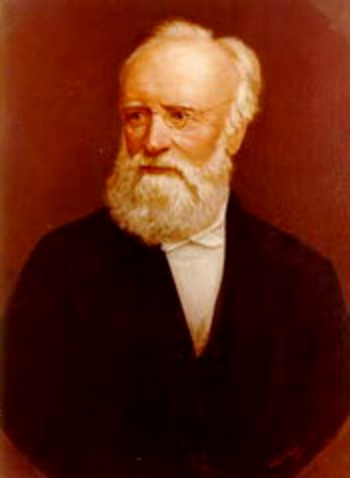
William Crawford Williamson 1863

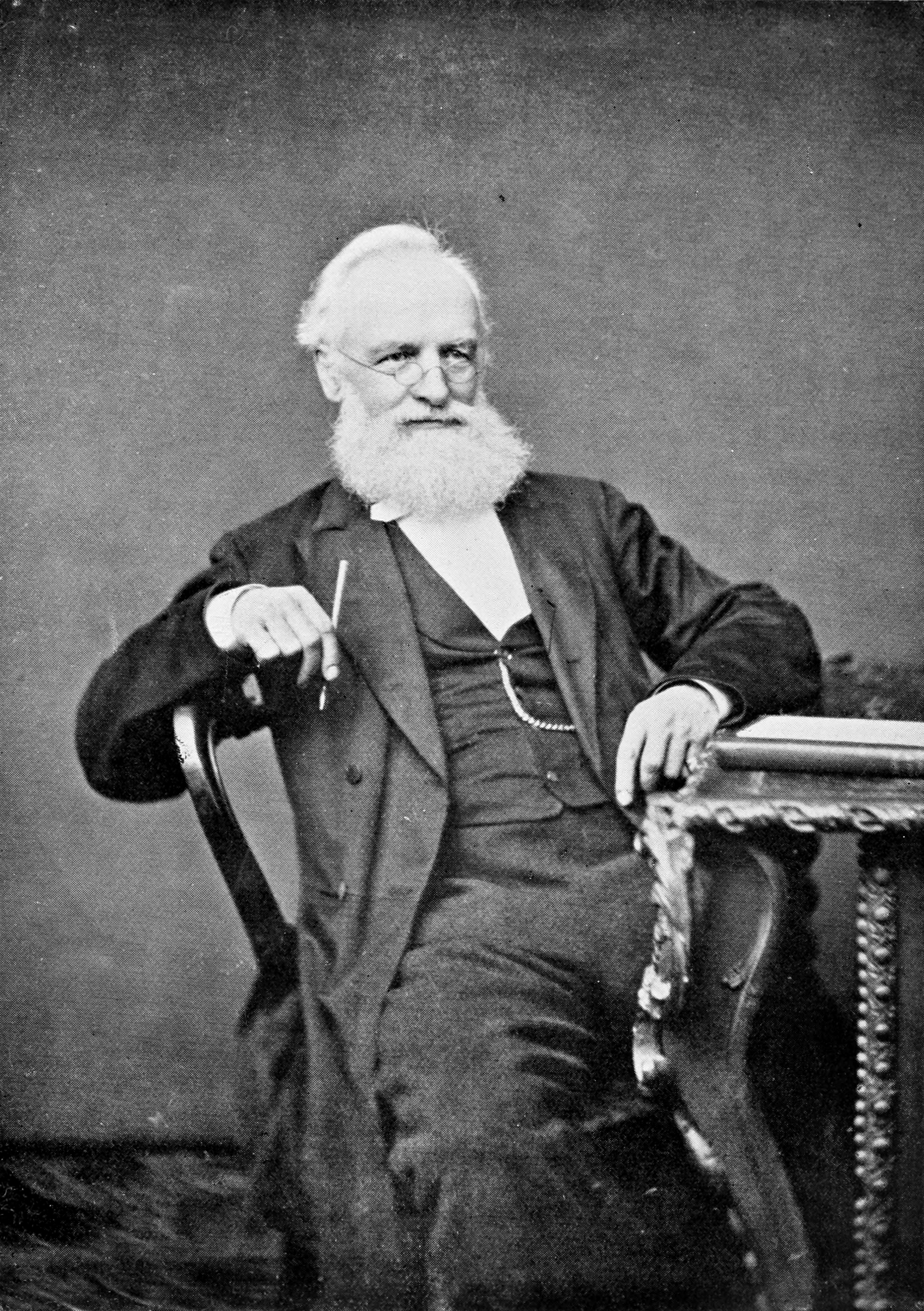
1876

William Crawford Williamson (* 24. November 1816 in Scarborough, North Yorkshire; † 23. Juni 1895 in Clapham, London) war ein englischer Naturforscher und Paläobotaniker.

## Leben
Williams Vater John Williamson war ursprünglich Gärtner, wurde jedoch als Naturforscher in Scarborough wohlbekannt, der zusammen mit William Bean als Erster die fossilreichen Gesteine der Yorkshire-Küste erkundete. John Williamson war lange Zeit Kurator des Naturkundemuseums von Scarborough (Rotunda Museum), und so wurde der junge William in einer Umgebung groß, in der der Umgang mit Wissenschaft und Wissenschaftlern ein normaler Bestandteil war. Er lernte William Smith kennen, den „Vater der englischen Geologie“, als dieser zwei Jahre lang im Haus der Familie Williamson lebte. Williams Großvater mütterlicherseits war ein Gemmenschneider, und er brachte dem jungen William die Kunst des Steinschneidens bei. Diese Fähigkeit kam William später sehr zugute, als er sich mit dem Aufbau fossiler Pflanzen beschäftigte.
Seinen ersten wissenschaftlichen Beitrag – eine Beschreibung seltener Vögel von Yorkshire – veröffentlichte Williamson im frühen Alter von 16 Jahren. 1834 folgte ein Aufsatz über den Gristhorpe-Mann, und im selben Jahr stellte er der Geological Society of London seine erste Arbeit über mesozoische Fossilien seiner Heimat vor. Zu dieser Zeit unterstützte er außerdem John Lindley und William Hutton bei ihrer Arbeit über die Fossil Flora of Great Britain.
Obwohl Williamson ein Medizinstudium aufgenommen hatte, fand er Zeit, sich weiter wissenschaftlich zu betätigen, und arbeitete drei Jahre als Kurator des Museums der Natural History Society in Manchester. Nach dem Ende seines Studiums am University College London im Jahr 1841 kehrte er nach Manchester zurück, um dort den Medizinerberuf auszuüben, und war damit sehr erfolgreich. Als 1851 das Owen’s College in Manchester gegründet wurde, erhielt er die Stelle eines Professors der Naturgeschichte, und unterrichtete Geologie, Zoologie und Botanik. Später wurde die Professur in diese drei Fachgebiete aufgeteilt, um die Last der Arbeit auf mehrere Schultern zu verteilen. 1885 wurde er zum korrespondierenden Mitglied der Göttinger Akademie der Wissenschaften gewählt. Williamson unterrichtete bis 1892 weiterhin Botanik, ehe er in den Ruhestand ging. Kurz danach zog er nach Clapham, wo er drei Jahre später starb.
Williamsons Unterricht war nicht auf seine Universitätsveranstaltungen beschränkt, er war darüber hinaus ein erfolgreicher populärwissenschaftlicher Vortragsredner. Sein wissenschaftliches Werk, das er trotz offizieller und beruflicher Funktionen zeitlebens mit bemerkenswerter Energie verfolgte, erstreckte sich über ein weites Feld von Themen. Als Geologe leistete er Grundlagenarbeit auf dem Gebiet der Verteilung mesozoischer Fossilien (ab 1834) und der Rolle von mikroskopisch kleinen Organismen beim Aufbau von Meeresablagerungen (1845). Ebenfalls von grundlegendem Wert waren seine zoologischen Arbeiten über die Entwicklung von Zähnen und Knochen der Fische (1842–1851) und über heutige Foraminifera, die er 1857 in einer Monographie für die Ray Society beschrieb. Als Botaniker verfasste Williamson eine Arbeit über die Feinstruktur von Volvox (1852). Auf diesem Gebiet ist er jedoch vor allem aufgrund seiner Forschungen an der Struktur fossiler Pflanzen bekannt, mit denen er die Paläobotanik im Vereinigten Königreich auf eine wissenschaftliche Basis stellte. Aus diesem Grund gilt Williamson neben Adolphe Theodore Brongniart als einer der Gründer dieses Wissenschaftsgebietes.
Nach seinem Tod gab Williamsons Frau eine ausführliche Autobiographie heraus – Reminiscences of a Yorkshire Naturalist –, die 1896 in London veröffentlicht wurde.

## Ehrungen
Zusammen mit seinem Vater John Williamson (1784–1877) ist er geehrt in den Namen der Fossilien-Gattungen Williamsonia Carruth., Williamsonianthus Kräusel & F.Schaarschm. und Williamsoniella H.H.Thomas.